# Terry Pendleton
Terry Lee Pendleton (né le 16 juillet 1960 à Los Angeles, Californie, États-Unis) est un ancien joueur de troisième but des Ligues majeures de baseball.
Il a joué de 1984 à 1998, notamment pour les Cardinals de Saint-Louis et les Braves d'Atlanta, a participé à un match des étoiles, gagné trois Gants dorés et été élu joueur par excellence de la Ligue nationale en 1991.
Pendleton est l'actuel instructeur au premier but des Braves d'Atlanta.

## Carrière de joueur

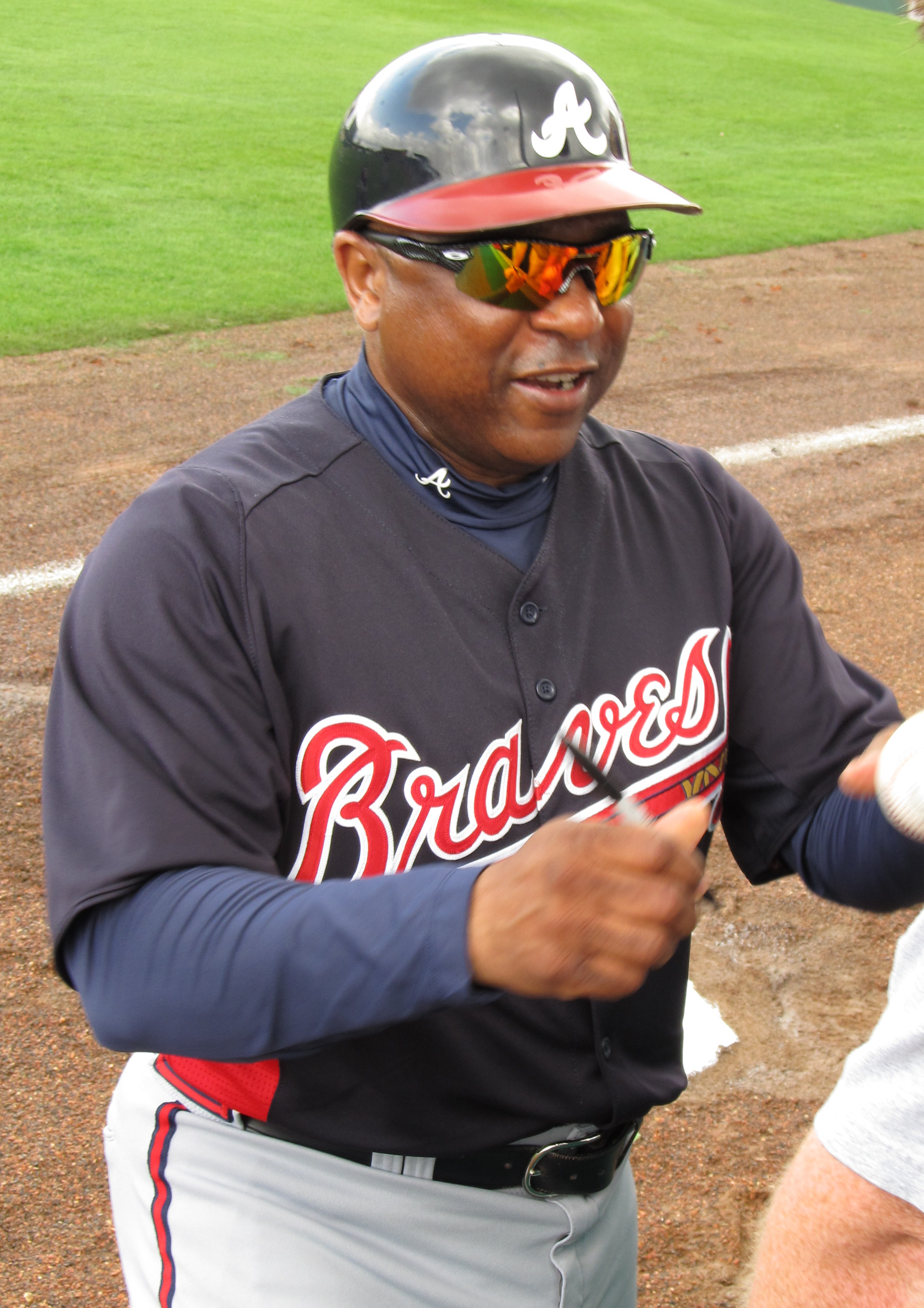
Pendleton sur le terrain au camp des Braves en 2011.

Terry Pendleton est un choix de septième ronde des Cardinals de Saint-Louis en 1982. Il fait ses débuts dans les majeures en 1984 alors qu'il frappe pour ,324 en 67 parties.
En 1987, il aide les Cards à remporter le championnat de la division Est de la Ligue nationale en produisant 96 points. En défensive, le joueur de troisième but remporte un premier Gant doré, récompense qu'il méritera également en 1989 et 1992.
Après sept saisons à Saint-Louis, Pendleton signe comme agent libre avec les Braves d'Atlanta en décembre 1990. À sa première saison, il aide les Braves à terminer premiers dans la division Ouest et connaît sa meilleure année en carrière. Il est élu joueur par excellence de la Ligue nationale, qu'il domine avec 187 coups sûrs. Il remporte également le championnat des frappeurs avec une moyenne au bâton de ,319. On lui décerne également le prix pour le plus beau retour de l'année dans la Nationale. Il frappe pour ,367 en Série mondiale 1991, mais Atlanta baisse pavillon devant les Twins du Minnesota.
Terry Pendleton connaît une autre excellente année en 1992 avec une moyenne de ,311. Il domine à nouveau la Nationale avec 199 coups sûrs (un sommet en carrière) et est invité au match des étoiles à la mi-saison. Il produit un record personnel de 105 points et cogne 21 coups de circuit, soit un de moins que son meilleur total réussi la saison précédente.
En 1995, il s'aligne avec les Marlins de la Floride, qui l'échangeront à son ancienne équipe, les Braves, en août 1996. Il joue pour les Reds de Cincinnati en 1997 et les Royals de Kansas City en 1998.
En 1893 parties jouées dans les Ligues majeures, Terry Pendleton a maintenu une moyenne au bâton de ,270 avec 1897 coups sûrs, 140 circuits, 946 points produits et 851 points marqués. Il a également participé à 5 Séries mondiales (avec Saint-Louis en 1985 et 1987, avec Atlanta en 1991, 1992, 1996) sans jamais faire partie d'une équipe championne.

## Carrière d'entraîneur
Terry Pendleton est l'entraîneur des frappeurs des Braves d'Atlanta de la saison 2002 à 2010. Depuis 2011, il est l'instructeur au premier but des Braves.
En 2006, il a été considéré comme successeur de Frank Robinson au poste de manager des Nationals de Washington, mais n'a pas montré d'intérêt pour cette fonction.